# 長恨歌 (2005年の映画)
『長恨歌』（ちょうこんか）は、2005年製作の香港・中国合作映画。

## 概要
1947年から1981年の上海を舞台に、ひとりの女性のミス・コンテスト出場をきっかけに辿った人生の変遷が、淡々としたタッチで綴られている。
監督は1990年代に“女性映画の名手”と謳われたスタンリー・クワン。原作は中国の人気女性作家・王安憶（ワン・アンイー）の同名長編小説。
第62回ヴェネツィア国際映画祭コンペティション部門出品作。日本では、2005年（第18回東京国際映画祭『アジアの風』部門）と2006年（中国☆上海映画祭）に映画祭上映された。

## キャスト
- 王琦瑤： 鄭秀文（サミー・チェン）
- 程先生： 梁家輝（レオン・カーフェイ）
- 李主任： 胡軍（フー・ジュン）
- 康明遜： 呉彦祖（ダニエル・ウー）
- 老克蠟： 黄覚（ホアン・ジエ）
- 蒋麗莉： 蘇岩（スー・イエン）
- 穆小姐： 呉麗（ウー・リー）
- 張永紅： 鄭希怡（ユミコ・チェン）
- 薇薇： 　黄奕（ホアン・イー）
- 琦瑤母： 呉競（ウー・ジン）

※役名は中国語原版表記に準ず。

## 備考
映画化にあたり、改変されたキャラクターも少なくない。特に、程（程先生）は影の主人公ともいえる重要人物として陰影深く描写されている。
原作では主人公の人生模様と並行して、うつろいゆく大都市上海の情景が丹念に描かれているが、映画のシーンの大部分は屋内セットでの撮影である。また、元来時空系列を重視しないスタンリー・クワンの演出のもと、内戦の終結から文化大革命、改革開放と大きなうねりに飲み込まれた時代背景の具体化は避けられており、劇中音楽に周璇、白光、テレサ・テン等が歌う流行曲を使うことで各年代の雰囲気を表現している（なお、近代化めざましい現在の上海では屋外ロケが困難であったこと、電影局の検閲で紅衛兵が登場する場面がカットになったことを後日監督が語っている）。
アジア映画を代表するアートディレクター・ウイリアム・チャンによる美術造型も大きな見所のひとつ。
出演者では、文芸ドラマ初主演となった人気スター・サミー・チェン起用の成否が論議の的となった。彼女を囲む男優陣は充実の顔ぶれが揃い、なかでもレオン・カーフェイの演技は高い評価を受けた。

## テレビドラマ版
2005年、映画版とほぼ同時期に中国でテレビドラマ『長恨歌』（全35話、日本未放映）が製作された。王琦瑤の前半生を映画版で琦瑤の娘に扮した黄奕・後半生をマギー・チョン（張可頤）が演じている。